# Toray Pan Pacific Open 1990
Toray Pan Pacific Open 1990 — жіночий тенісний турнір, що проходив на закритих кортах з килимовим покриттям Yoyogi National Gymnasium в Токіо (Японія). Належав до турнірів 2-ї категорії в рамках Туру WTA 1990. Відбувсь усьоме і тривав з 29 січня до 4 лютого 1990 року. Перша сіяна Штеффі Граф здобула титул в одиночному розряді й отримала 70 тис. доларів США, а також 300 рейтингових очок.

## Фінальна частина

### Одиночний розряд
Штеффі Граф —  Аранча Санчес Вікаріо 6–1, 6–2
- Для Граф це був 2-й титул в одиночному розряді за рік і 46-й — за кар'єру.

### Парний розряд
Джиджі Фернандес /  Елізабет Смайлі  —  Джо-Анн Фолл /  Рейчел Макквіллан 6–2, 6–2